# Hirschfeld (Brandenburg)
|  | Per a altres significats, vegeu «Magnus Hirschfeld». |

Hirschfeld és un municipi alemany que pertany a l'estat de Brandenburg. Forma part de l'Amt Schradenland. Està situada a uns 12 quilòmetres al sud-est d'Elsterwerda a la frontera de Saxònia.

## Evolució demogràfica
| Població de Großthiemig de 1875 a 2007 | Població de Großthiemig de 1875 a 2007 | Població de Großthiemig de 1875 a 2007 | Població de Großthiemig de 1875 a 2007 | Població de Großthiemig de 1875 a 2007 | Població de Großthiemig de 1875 a 2007 | Població de Großthiemig de 1875 a 2007 | Població de Großthiemig de 1875 a 2007 | Població de Großthiemig de 1875 a 2007 | Població de Großthiemig de 1875 a 2007 | Població de Großthiemig de 1875 a 2007 | Població de Großthiemig de 1875 a 2007 | Població de Großthiemig de 1875 a 2007 | Població de Großthiemig de 1875 a 2007 |
| Any                                    | Població                               |                                        | Any                                    | Població                               |                                        | Any                                    | Població                               |                                        | Any                                    | Població                               |                                        | Any                                    | Població                               |
| -------------------------------------- | -------------------------------------- | -------------------------------------- | -------------------------------------- | -------------------------------------- | -------------------------------------- | -------------------------------------- | -------------------------------------- | -------------------------------------- | -------------------------------------- | -------------------------------------- | -------------------------------------- | -------------------------------------- | -------------------------------------- |
| 1875                                   | 1000                                   |                                        | 1946                                   | 1588                                   |                                        | 1989                                   | 1613                                   |                                        | 1995                                   | 1561                                   |                                        | 2001                                   | 1510                                   |
| 1890                                   | 1000                                   |                                        | 1950                                   | 1571                                   |                                        | 1990                                   | 1578                                   |                                        | 1996                                   | 1562                                   |                                        | 2002                                   | 1484                                   |
| 1910                                   | 1100                                   |                                        | 1964                                   | 1501                                   |                                        | 1991                                   | 1588                                   |                                        | 1997                                   | 1540                                   |                                        | 2003                                   | 1460                                   |
| 1925                                   | 1142                                   |                                        | 1971                                   | 1547                                   |                                        | 1992                                   | 1568                                   |                                        | 1998                                   | 1544                                   |                                        | 2004                                   | 1471                                   |
| 1933                                   | 1211                                   |                                        | 1981                                   | 1613                                   |                                        | 1993                                   | 1555                                   |                                        | 1999                                   | 1539                                   |                                        | 2005                                   | 1456                                   |
| 1939                                   | 1185                                   |                                        | 1985                                   | 1603                                   |                                        | 1994                                   | 1548                                   |                                        | 2000                                   | 1520                                   |                                        | 2007                                   | 1433                                   |